# 安浪亮介
安浪 亮介（やすなみ りょうすけ、1957年〈昭和32年〉4月19日 - ）は、日本の裁判官。最高裁判所裁判官。
大阪高等裁判所長官、東京地方裁判所長、最高裁判所事務総局人事局長などを歴任。

## 人物・経歴
奈良県大和郡山市出身。東大寺学園中学校・高等学校を経て東京大学法学部卒業。阪神・淡路大震災を神戸地方裁判所判事として経験した。
- 1981年4月 司法修習生（35期）
- 1983年4月12日 東京地方裁判所判事補
- 1985年4月1日 広島地方裁判所判事補
- 1988年4月1日 最高裁判所事務総局行政局付
- 1990年4月1日 最高裁判所事務総局広報課付
- 1992年4月1日 神戸地方裁判所判事補
- 1993年4月12日 神戸地方裁判所判事
- 1995年4月1日 東京地方裁判所判事
- 1998年9月1日 最高裁判所事務総局行政局第一課長
- 2001年4月1日 最高裁判所事務総局人事局給与課長
- 2005年4月1日 東京地方裁判所部総括判事
- 2007年5月23日 東京高等裁判所事務局長
- 2010年4月13日 東京地方裁判所部総括判事
- 2011年1月27日 最高裁判所事務総局人事局長
- 2014年9月12日 静岡地方裁判所所長
- 2016年2月22日 東京高等裁判所部総括判事
- 2018年1月1日 東京地方裁判所所長
- 2018年12月18日 大阪高等裁判所長官
- 2021年7月16日 最高裁判所判事
- 2021年10月31日 最高裁判所裁判官国民審査において、罷免を可とする票3,384,687票、罷免を可とする率5.92%で信任となったが、棄権が認められていなかった1949年を除いて最低不信任率の記録となった（歴代最低不信任率は1949年の澤田竹治郎で4.01%）[2]。

## 主な判決
東京高裁部総括判事として
- 2017年2月1日、やしきたかじんの闘病生活を描いた百田尚樹の書籍「殉愛」を巡り、やしきの長女が発行元幻冬舎に損害賠償などを求めた訴訟の控訴審判決で、プライバシー侵害と名誉毀損を認め365万円の支払いを言い渡した。一審でプライバシー侵害を認めなかった記載についても侵害に当たる部分があると判断し、賠償額を一審判決から35万円増やした[3]。
- 2017年6月26日、杉原千畝の妻の遺言を巡り、四男が長男の子ら3人に遺言の無効確認を求めた訴訟の控訴審判決で、遺言は無効とした一審判決を取り消し、四男の請求を棄却、妻の遺言は有効と認めた。一審判決の根拠となった意識障害は夜間のみで、退院後も講演活動などをしていたため「妻の意思に基づかないとはいえない」とした[4][5]。

最高裁判所判事として
- 2021年12月2日、NHKの放送だけ映らないように加工したテレビを購入した女性が、NHKと受信契約を結ぶ義務がないことの確認を求めた訴訟で、最高裁第一小法廷（堺徹裁判長）は、女性の上告を退ける決定をした。これにより女性勝訴の一審の東京地裁判決は取り消され、請求を棄却した二審の東京高裁判決が確定した[6]。
- 2023年12月20日、新潟小2女児殺害事件で、殺人や死体損壊などの罪に問われた被告側の上告を棄却する決定をした。これにより無期懲役とした一審、二審判決が確定した[7]。
- 2024年2月8日、性暴力被害を公表したジャーナリストの伊藤詩織が、自身を中傷したSNSの投稿に「いいね」を押した自民党衆議院議員の杉田水脈に損害賠償を求めた訴訟で、裁判長として杉田側の上告を退ける決定を行い、杉田に55万円の支払いを命じた二審判決が確定した[8]。